# Битва за Адре
Битва за Адре (фр. Bataille d'Adré) — вооруженное противостояние между войсками Чада и повстанческими формированиями, один из центральных эпизодов второй гражданской войны в Чаде.

## Битва
18 декабря 2005 года на город Адре напали чадские повстанческие группировки («Движение за демократию и свободу» и «Платформа за изменения, единство и демократию»), которых якобы поддерживало правительство соседнего Судана. Вооружённые силы Чада, которые были заранее предупреждены военной разведкой об атаке, легко отбили нападение повстанцев. Около ста повстанцев были убиты в ходе сражения. Потери правительственных войск неизвестны, но они потеряли по меньшей мере один вертолет Ми-17 в столкновении с электрическими проводами ЛЭП во время боевых действий, в то время как другой вертолет Ми-17 был сильно поврежден огнём повстанцев, в результате чего погиб один член экипажа.